# 汉密尔顿·朱克斯
汉密尔顿·朱克斯（英語：Hamilton Jukes，1895年5月28日—1951年1月8日），英国男子冰球运动员，场上位置是前锋。他曾代表英国国家队参加1924年冬季奥林匹克运动会冰球比赛，获得一枚铜牌。